# Barrage d'Hiraoka
Le barrage d'Hiraoka (平岡ダム, Hiraoka damu) est un barrage situé près du village de Tenryū dans la préfecture de Nagano.
Mis en service en 1951, sa construction a commencé dès 1938. Durant la Seconde Guerre mondiale, Mitsushima (en), un camp de travail pour prisonniers de guerre américains y fut accolé afin de fournir de la main d'œuvre entre 1942 et 1945.

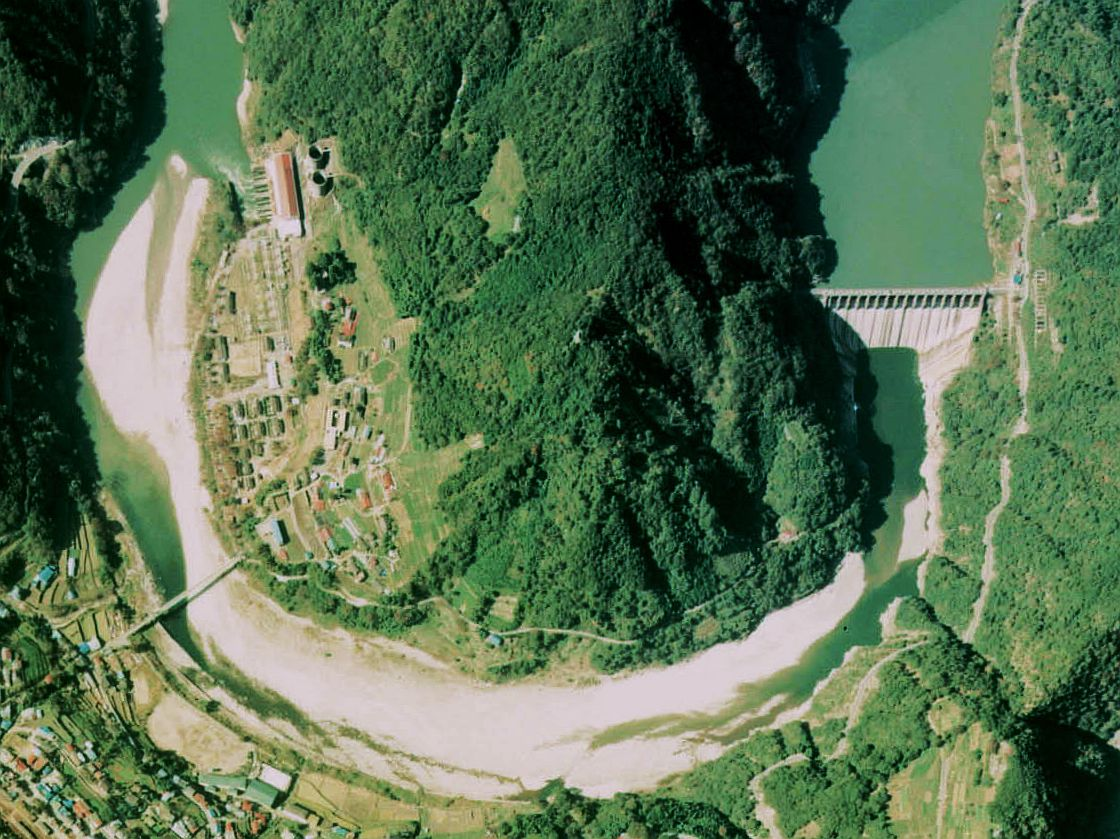
Le barrage d'Hiraoka en 1976.